# Sant Roc de les Avellanes
Sant Roc de les Avellanes és una església barroca de les Avellanes i Santa Linya (Noguera) inclosa a l'Inventari del Patrimoni Arquitectònic de Catalunya.

## Descripció
La capella de Sant Roc de les Avellanes està situada al centre de nucli urbà de les Avellanes, que pertany al municipi de les Avellanes i Santa Linya. Es tracta d'un petit edifici aïllat, tot i que l'absis es troba a tocar d'una casa (hi resta un estret passatge).

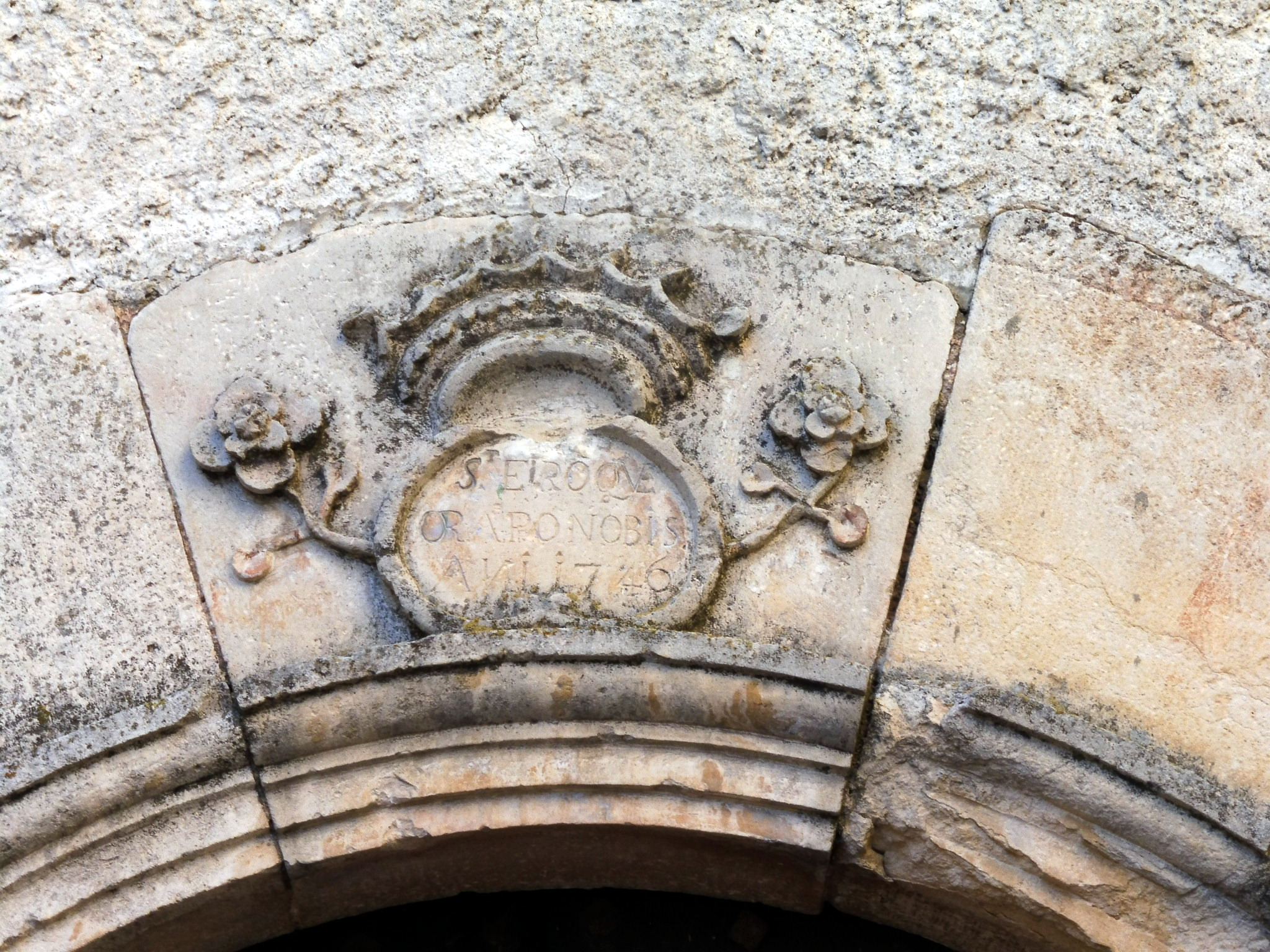
Clau de l'arc de la portada

La capella, de línies generals molt senzilles, compta amb una façana amb una portada adovellada amb arc de mig punt. Les dovelles tenen la posició alternada en el tram de les pilastres, quadrats i rectangulars; mentre que són regulars al tram de la volta. A la clau s'hi observa un escut amb la data 1746, mentre que, a costat i costat de la pròpia porta s'hi observen dues estretes pilastres presidides per sengles motius escultòrics en forma de peveter o copa. Per sobre la portada hi ha un petit rosetó a mitja alçada respecte la façana, que es troba rematada per una petita espadanya simple.
L'interior de la capella revela que es tracta d'un edifici simple, d'una sola nau i absis. Els arcs són de mig punt, suportats per pilastres. La nau és coberta amb volta de canó i dividida en quatre trams.
L'aparell del temple, tot i que ocult per un enguixat i pintat a la façana, es mostra molt irregular i també arrebossat amb morter i sorra a la resta de murs. La teulada, a doble vessant, és cobert amb teula.

## Història
No hi ha notícies històriques relacionades amb aquest temple. No obstant, es coneix que la capella fou construïda amb l'ajuda dels veïns del poble. Per Sant Roc s'hi celebra missa, així com per altres festes assenyalades. Al seu interior es conserva el Sant Crist de l'Hort, que consta que fou trobat per un veí del poble l'any 1730. A la clau de dovelles s'hi observa la inscripció de l'any 1746, data que podria assenyalar la construcció del temple.